# جیمز اچ. لین
جیمز هنری لین (به انگلیسی: James Henry Lane) سناتور سابق عضو حزب جمهوری‌خواه ایالات متحده آمریکا بود. وی در سال ۱۸۶۱ تا ۱۸۶۶ میلادی سناتور ایالت کانزاس در سنای ایالات متحده آمریکا بود.